# The Flying Pickets
The Flying Pickets är en sånggrupp från Storbritannien som sjunger a cappella.

## Historik
The Flying Pickets grundades av medlemmar ur den socialistiska teatergruppen 7:84 Theatre group. 1980-1982 framförde teatergruppen John Burrows pjäs/musikal One Big Blow där musiken framfördes a cappella. Det första publika genombrottet fick de under Edinburgh Festival 1982. Inspirerade av framgången med One Big Blow började skådespelarna sjunga klassiska rockhits tillsammans och framträdde på pubar och klubbar i London, nu under namnet The Flying Pickets. 
1982 spelade The Flying Pickets in sin första skiva Live at the Albany Empire i Deptford utanför London. Skivan fick stort genomslag i Storbritannien vilket ledde till att de skrev kontrakt med Virgin Records 1983. Den första singeln för Virgin, "Only you" (en cover på gruppen Yazoos originallåt) gick in på UK Top 50 den 26 november 1983. Två veckor senare toppade den englandslistan och stannade där i 5 veckor. Det var första gången någonsin en a cappella-grupp hade en listetta i Storbritannien. Succén följdes upp av ytterligare en singel ("When you're young and in love") och albumet Lost Boys 1984. Under 1985 släpptes en cover på Roy Orbisons listetta "Only the lonely" och en EP med Sealed with a kiss, Groovin och Summer in the city. 
The Flying Pickets stod kanske på höjden av sin karriär 1986 när man gav ut Flying Pickets Live. Efter en världsturné hoppade Brian Hibbard och Stripe av gruppen för att återgå till sina respektive skådespelarkarriärer. De ersattes tillfälligt av andra sångare, men snart hade alla de ursprungliga medlemmarna lämnat gruppen.
Med en helt ny besättning fortsatte gruppen sin verksamhet och har sedan 1987 spelat in 8 nya skivor. 1988 släpptes Best of Flying Pickets - en skiva med den ursprungliga gruppens populäraste låtar. 
The Flying Pickets är en av de grupper som har betytt mest för modern a cappella-musik.

## Medlemmar

### Ursprungliga
- Brian Hibbard
- Ken Gregson
- David Brett
- David Gittins - artistnamn Red Stripe
- Rick Lloyd
- Gareth Williams

### Nuvarande
- Martin George
- Andy Laycock
- Simon John Foster
- Michael Henry
- Christopher Brooker

### Tidigare

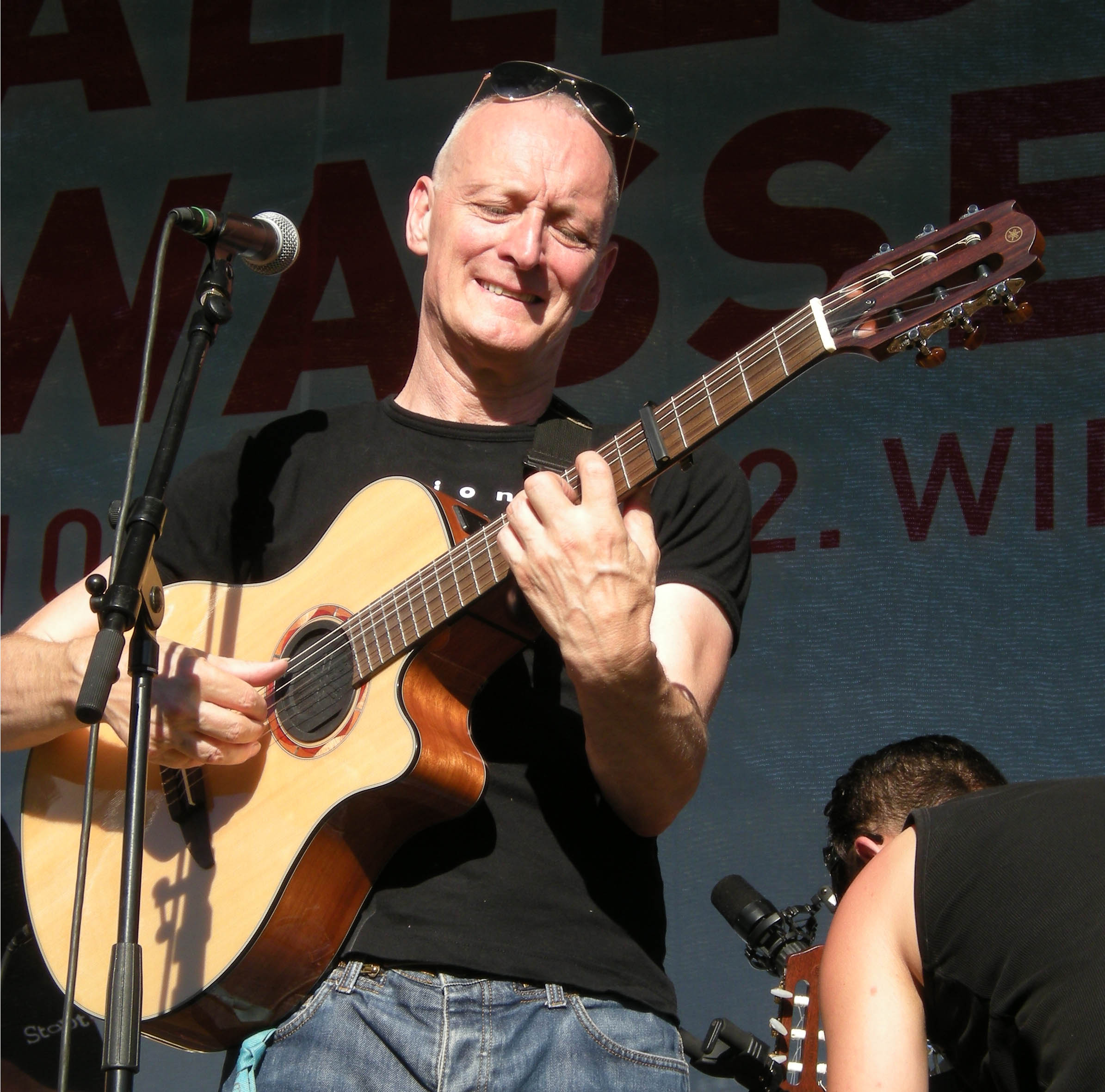
Gary Howard, Wien, 2010.

- Andrea Figallo
- Damion Scarcella
- Dylan Foster
- Hereward Kaye
- Gary Howard
- Nick Godfrey
- Lex Lewis
- Ricky Payne
- Henrik Wager
- Paul Kissaun
- Fraser Collins
- Gavin Muir

## Diskografi

### Studioalbum
- Lost Boys (1984)
- Blue Money (1991)
- The Warning (1992)
- The Original Flying Pickets: Volume 1 (1994) (med alla ursprungsmedlemmarna utom Rick Lloyd)
- Politics of Need (1996)
- Vox Pop (1998)
- Everyday (2005)
- Big Mouth (2008)
- Only Yule (2010)
- Strike Again (2015)

### Livealbum
- Live at the Albany Empire (1982)
- Flying Pickets Live (1985)
- Next Generation: Live in Hamburg (2003)

### Samlingsalbum
- Best of Flying Pickets (1988)
- Only You: The Best of the Flying Pickets ([[Musikåret {{{2}}}|{{{2}}}]])
- Best of the Flying Pickets (2006)

### Album med Post Brian & Stripe
- Waiting for Trains (1987)
- At Work (1989)

### Singlar
- "Only You" (1983)
- "When You're Young and in Love" (1984)
- "Who's That Girl" (1984)
- "So Close" (1984)
- "Only the Lonely" (1985)
- "Sealed With a Kiss" (1985)
- "Take My Breath Away" (1986)
- "Tainted Love"/"The Warning" (1992)

## Kuriosa
Det mest anmärkningsvärda i gruppens historia är kanske att det släpptes en skiva 1994 som hette The Original Flying Pickets - Volume One. Det var 5 av de ursprungliga medlemmarna (alla utom Rick Lloyd) som hade spelat in en skiva med covers på låtar som "When Doves Cry", "Smells Like Teen Spirit" och "Road to nowhere" i klassisk Flying Picketsstil. Dessutom fanns en nyinspelning av "Only you" med på albumet. Å ena sidan nämns skivan inte alls på den officiella webbplatsen, å andra sidan kan man i konvolutet till Best of Flying Pickets läsa att gruppen upphörde ett drygt år efter världsturnén 1986.